# هانز كماك
يوهان «هانز» جوزيف كماك (25 حزيران 1894 فينا-13 شباط 1973 نيويورك) هو نمساوي أمريكي هولندي ولاعب شطرنج حاصل على لقب أستاذ دولي منذ عام 1950. وهو مشهور لعمله ككاتب في مجال الشطرنج. لعب هانز في الفريق النمساوي في اولمبياد الشطرنج في أعوام 1927 و1930 و1931.

## روابط خارجية
- هانز كماك على موقع مباريات الشطرنج (الإنجليزية)
- هانز كماك على موقع 365Chess.com (الإنجليزية)
- هانز كماك على موقع Chesstempo.com (الإنجليزية)
- هانز كماك سجل أولمبياد الشطرنج على موقع OlimpBase.org (الإنجليزية)